# Prison Architect
Prison Architect ist ein Aufbau-Strategiespiel, in welchem der Spieler die Aufgabe hat, ein Gefängnis aufzubauen und zu verwalten. Das Spiel erschien nach einer mehrjährigen Early-Access-Phase am 6. Oktober 2015 und kann unter anderem über die Onlineverkaufsplattform Steam oder direkt bei Introversion gekauft werden.

## Spielprinzip
In Prison Architect übernimmt der Spieler die Rolle eines Gefängnisleiters und kümmert sich um die Verwaltung und Architektur des Gefängnisses. Dabei ist das Spiel in einer zweidimensionalen Top-Down-Aufsicht betrachtbar und in einer Comic-Optik gehalten. Die Insassen haben hierbei Bedürfnisse, die durch ihre allgemeine Stimmung beeinflusst wird und auf die man als Spieler achten muss. Es ist zudem möglich, Einblicke in Biografien und Vorstrafenregister zu erhalten. Aufgabe des Spielers ist außerdem, die Einnahmen durch z. B. neue Insassen und Ausgaben durch z. B. Personal und Bebauungen im Überblick zu behalten sowie Ausbrüche oder Gewaltdelikte zu verhindern. Dem Spieler ist es auch möglich, die Tagespläne und Aufgaben der Insassen zu verwalten. Im Baumenü kann der Spieler sich u. a. um die Gestaltung von Zellen und Räumen (wie Büros, Großraumduschen, Gemeinschaftsräumen, Lagerräumen oder Kantinen), Wasser- und Stromversorgung, Freizeitanlagen, Parkanlagen sowie der Gestaltung des Außenbereichs kümmern. Zu dem Personal zählen u. a. Sicherheitskräfte, Ärzte, Verwaltungsangestellte und Mechaniker. Jeder Insasse wird staatlich finanziert und es lassen sich Arbeitsplätze wie Säge- und Presswerke, Wäschereien, Putzräume oder Küchen einrichten.
Des Weiteren verfügt das Spiel über einen Storymodus.
Im Ausbruchsmodus hat der Spieler zudem die Möglichkeit, die Rolle eines Insassen zu übernehmen und einen Ausbruch zu planen. Hierbei hat man u. a. die Möglichkeit gewalttätig gegenüber Wachen und Häftlingen zu werden, Tunnel zu graben, Gegenstände zu klauen oder Gangs zu gründen. Seit der Alpha 31 gibt es zudem Anwälte, Todeszellen, Hinrichtungen und Begnadigungen, die sich ausstellen lassen.
Inspiriert wurde das Spiel u. a. von Dungeon Keeper, Theme Hospital und Dwarf Fortress.
Speicherstände lassen sich über den Steam Workshop teilen.

## Entwicklung

### Early Access
Prison Architect wurde von dem britischen Entwicklerstudio Introversion Software entwickelt und wurde das erste Mal im Oktober 2011 angekündigt. Das Spiel wurde am 25. September 2012 als Early-Access-Titel in der Alpha-Version auf Steam veröffentlicht. Ende 2012 fingen die Entwickler an, Geld auf ihrer Webseite für den Entwicklungsprozess zu sammeln (Crowdfunding) und erwirtschafteten damit über 270.000 US-$ in nur 2 Wochen. Im Dezember 2013 hatten die Entwickler über 9 Millionen US-Dollar zusammen. Bis Ende September 2015 (und somit vor Release) wurden über 1.250.000 Exemplare des Spiels verkauft und dabei Einnahmen von mehr als 19 Millionen US-Dollar erzielt. Das sich seit 2007 in der Entwicklung befindliche Spiel Subversion wurde 2011 zugunsten von Prison Architect eingestellt.

### Veröffentlichung
Am 6. Oktober 2015 wurde es offiziell für Windows, MacOS und Linux veröffentlicht.
Eine Konsolenumsetzung für Xbox 360, Xbox One und PlayStation 4 wurde am 20. Januar 2016 von Introversion angekündigt und erschien am 28. Juni 2016 durch den britischen Computerspieleentwickler Double Eleven.
Am 25. Mai 2017 hat der schwedische Publisher Paradox Interactive eine Mobilversion für Android und iOS veröffentlicht. Da Smartphone-Displays zu klein seien, wird die Nutzung auf Tablets und vergleichbaren Geräten empfohlen. Zuvor wurde es bereits in Schweden und der Niederlande als Early-Access-Titel getestet.
Am 20. August 2018 wurde die Nintendo-Switch-Version des Spiels veröffentlicht. Wie die anderen Konsolenversionen wurde diese Version von Double Eleven veröffentlicht.
Am 4. September 2018 wurde vom Entwickler eine Alpha-Version eines Koop-Modus veröffentlicht, welche damit auch zeitgleich erstmals angekündigt wurde. In diesem Modus ist es möglich, dass bis zu 8 Spieler gleichzeitig an einem Gefängnis bauen. Die Alpha-Version steht derzeit nur für die Mac- und die Windows-Version zur Verfügung.

### Übernahme
Im Januar 2019 verkaufte der bisherige Entwickler Introversion Software die Rechte an Prison Architect an Paradox Interactive. Paradox beauftragte Double Eleven mit der Weiterentwicklung des Spiels.
Am 21. November 2019 wurde der kostenpflichtige DLC Psych Ward: Warden's Edition veröffentlicht, der das Hauptspiel um psychiatrische Abteilungen erweitert. Zu den Hauptmerkmalen zählen u. a. "unberechenbare" Häftlinge, die sich in geisteskranke Häftlinge verwandeln, wenn sie nicht rücksichtsvoll behandelt werden. Ferner wurden auch neue Anpassungsobjekte z. B. für den Bau von Gummizellen hinzugefügt.
Am 14. Mai 2020 erschien der nächste DLC Cleared for Transfer. Dieser ist kostenlos und fügt dem Spiel u. a. die Möglichkeit hinzu, die Häftlinge innerhalb des Gefängnisses, neuen Abteilungen zuzuordnen sowie bestimmte Aktionen wie Razzien auf einzelne Abteilungen zu beschränken.

### Nachfolger
Am 16. Mai 2023 erschien das letzte Update mit dem Namen "The Sunset Update". Mit diesem letzten Update bedanken sich Paradox Interactive und Double Eleven bei den Spielern und betonen wie sehr ihnen die Entwicklung des Spieles gefallen hat. Insgesamt hatte Paradox zehn bezahlte und zwei kostenlose DLCs für das Spiel veröffentlicht.
Am 16. Januar 2024 wurde der Nachfolger Prison Architect 2 angekündigt, der am 26. März 2024 für PC, Xbox Series und PS5 erscheinen sollte. Entwickelt wurde der Nachfolger zunächst vom Studio Double Eleven. Nach mehreren Verschiebungen gab Paradox im August 2024 bekannt, dass die Veröffentlichung auf einen unbekannten Termin verschoben wird. Zuvor war das Entwicklerstudio ausgetauscht worden, so dass nun das brasilianische Studio Kokku für die Entwicklung verantwortlich ist.

## Rezeption und Außenwahrnehmung
Am 7. April 2016 wurde das Spiel mit dem BAFTA Game Award for Persistent Game ausgezeichnet. Prison Architect war zudem in der Kategorie British Game nominiert, welche allerdings bereits von Batman: Arkham Knight gewonnen wurde. IGN bezeichnet das Spiel als einer der fesselndsten Bausimulationen der letzten Jahre, sofern man sich eingearbeitet hat. Die GameStar vergleicht das Spiel teilweise mit der Die-Sims-Reihe. PC Games zieht außerdem noch Vergleiche zu RollerCoaster Tycoon, Anno und SimCity und bezeichnet das Spiel als Indie-Geheimtipp. Die Grafik wird zudem als charmant beschrieben und der Comic-Look als gut und passend eingesetzt. Auch die Soundkulisse wurde positiv aufgenommen. Das Interface wird jedoch als etwas unübersichtlich beschrieben und die wenige Hilfestellung bemängelt. 4Players lobt die Kommunikation mit der Community in der Early-Access-Phase und hält die Umsetzung eines Aufbau-Strategie für die Konsole für mutig und gelungen. PC Gamer bezeichnet das Spiel als einen komplexen und herausfordernden Simulator, der einen innerlich befriedigt. Der Standard sieht das Spiel neben der „niedlichen“ Comicgrafik auch als düster und zynisch an, sieht die kommentarlose Reflexion vom Geschehen jedoch als gefährlich an und kritisiert Ausblendungen von alltäglicher Gefängsnisrealität. Das Spiel sei eine herausfordernde und brillante Simulation, der Spieler sollte allerdings mehr gezielt vor moralische Fragen gestellt werden und über diese nachdenken. Auch die Todesstrafe im Spiel wird als makaber beschrieben und teilweise kritisiert.
Auf Metacritic hat das Spiel einen Metascore von 83 % bekommen. Auf Steam sind 93 % der Nutzerbewertungen positiv.
Bis Juli 2016 hat sich das Spiel über zwei Millionen Mal verkauft und brachte ca. 25 Millionen Dollar Umsatz ein.

## Kontroverse
Mit einer Abbildung des Roten Kreuzes gerieten der Produzent Mark Morris und der Designer Chris Delay in Kritik des Internationalen Komitees vom Roten Kreuz (IKRK), da es sich bei dem Symbol um ein geschütztes Zeichen handelt. Ein Vorwurf, gegen die Genfer Konventionen und britisches Landrecht verstoßen zu haben und die beiden damit als Kriegsverbrecher vor Gericht zu stellen, wäre möglich gewesen. Dieses Risiko wollten sie allerdings nicht eingehen und änderten die Farbe des roten Kreuzes in grün. Prison Architect ist allerdings nicht das erste Spiel, das solche Symbole ersetzen musste. Bereits Doom ersetze Health Packs durch rote Pillen und spätere Titel der Halo-Reihe ersetzten das Zeichen durch ein rotes H. Kritisiert hieran wird, dass das Zeichen allgemein in vielen Filmen, Comics und Computerspielen verwendet wird und es komisch sei, sich ein vergleichbar kleines Spiel herauszusuchen, sowie die in Fragestellung, was nun mit Wohltätigkeitsspenden an die Organisation geschieht, wenn davon auch solche rechtlichen Auseinandersetzungen finanziert werden müssen.

## Trivia
- Die Entwickler implementierten einen 3D-Modus in das Spiel, der erst nach fünf Monaten von den Spielern entdeckt wurde. Danach wurde dieser weiter ausgebaut und verbessert.[44][45]